# Brian Bilbray

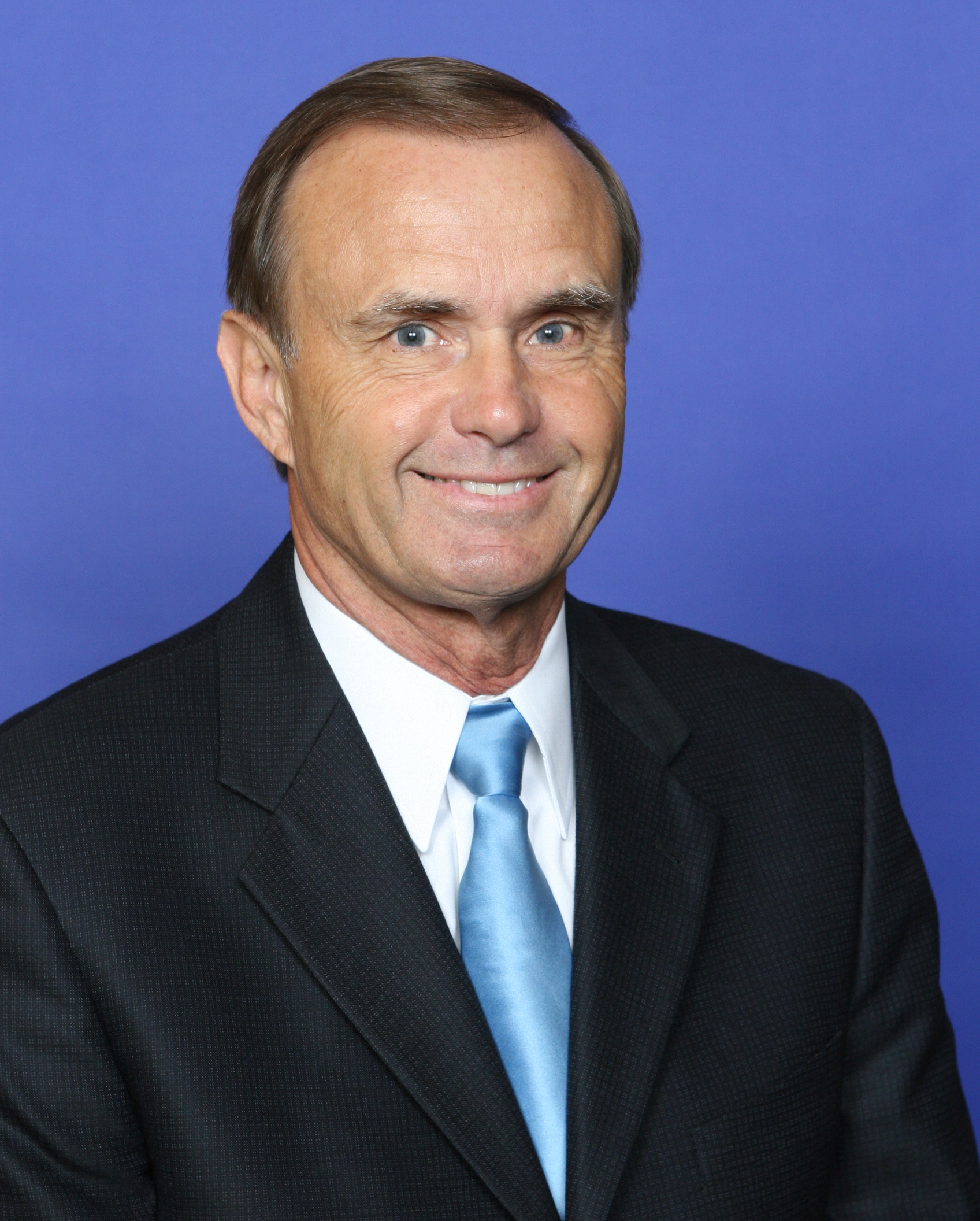
Brian Bilbray

Brian Phillip Bilbray, född 28 januari 1951 i Coronado, Kalifornien, är en amerikansk republikansk politiker.
Bilbray är uppvuxen i staden Imperial Beach i San Diego County. Han var stadens borgmästare 1978-1985.
Han besegrade sittande kongressledamoten Lynn Schenk i 1994 års kongressval. Bilbray representerade Kaliforniens 49:e distrikt i representanthuset 1995-2001. Han omvaldes två gånger, men förlorade 2000 mot Susan Davis. Bilbray arbetade sedan som lobbyist i Washington DC fram till 2005.
Han flyttade i mars 2005 till Carlsbad, Kalifornien, för att ta hand om sin mor. I december samma år avgick Duke Cunningham, kongressledamoten för Kaliforniens 50:e distrikt, som erkände sig skyldig till stämpling i syfte att begå bland annat mutbrott och skattefusk. Bilbray kandiderade i fyllnadsvalet 6 juni 2006 och vann med 49% av rösterna mot 45% för motkandidaten Francine Busby. Bilbrays nya distrikt omfattar nordvästra San Diego County. I kongressvalet i USA 2006 omvaldes han till en hel mandatperiod med 54,2% mot 43,5% för Busby. Bilbray profilerade sig som motståndare till illegal invandring.
Bilbrays kusin, demokraten James Bilbray var ledamot av representanthuset från Nevada 1987-1995. Brian Bilbray och hans fru Karen har fem barn. Han är katolik.